# 板邦
板邦（印尼語：Sarang Burung Usrat）是印度尼西亞西加里曼丹省三發縣假獅鎮所轄的13個村之一，位於假獅鎮中部，東接直落吉拉末鎮Lela村、Berlimang村，南鄰Sarang Burung Kuala村，西瀕納土納海，北鄰Sarang Burung Kolam村、Mutus Darussalam村。